# Малеситы

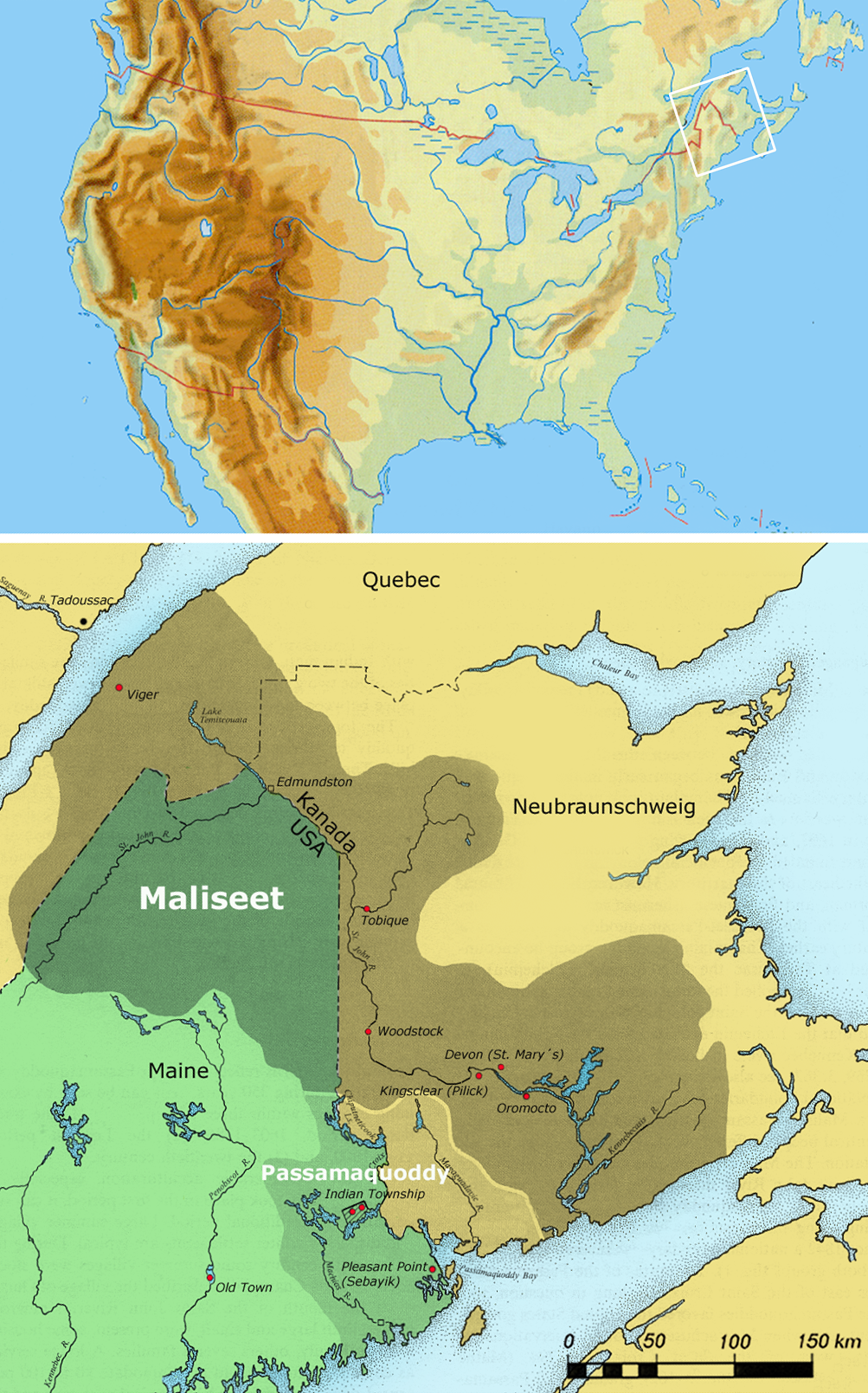
Территория малеситов

Малеситы (самоназвание Wolastoqiyik) — индейское племя, одна из Первых наций, расселявшаяся на территории восточной Канады, в особенности на полуострове Новая Шотландия, наряду с микмаками.
Относятся к северо-восточным алгонкинам. Входили в Вабанакскую конфедерацию.
Во время появления европейцев малеситы были в основном аграрным народом, которые дополняли свой рацион охотой, рыболовством и собирательством. Их центром был Медуктик (Meductic), располагавшийся на реке Сент-Джон.